# Клонально-селективная теория
Клонально-селективная теория, теория Бёрнета — теория, согласно которой в организме возникают клоны клеток, иммунокомпетентных в отношении различных антигенов; антиген избирательно контактирует с соответствующим клоном, стимулируя выработку им антител.
Данная теория была разработана Фрэнком Бёрнетом (1899—1985) для объяснения функционирования иммунной системы.

## Предпосылки возникновения
Иммунная система должна определять огромное число антигенов. Поэтому человеческий организм должен синтезировать  миллионы молекул антител разной специфичности, способные опознавать конкретные антигены и связывать их своими Fab-фрагментами. 

## Основные положения теории
Клонально-селективная теория утверждает:
Антитела и лимфоциты с необходимой специфичностью уже существуют в организме до первого контакта с антигеном.
Лимфоциты, участвующие в иммунном ответе, имеют антигенспецифичные рецепторы на поверхности своих мембран. В случае B-лимфоцитов рецепторами являются молекулы той же специфичности, что и антитела, которые эти лимфоциты впоследствии продуцируют и выделяют.
Каждый лимфоцит несет на своей поверхности рецепторы только одной специфичности.
B-лимфоцит, сенсибилизированный антигеном, проходит несколько стадий пролиферации и формирует клон плазматических клеток. Плазматические клетки синтезируют антитела только той специфичности, на которую был запрограммирован лимфоцит-предшественник. Сигналами к пролиферации служат связывание антигена и цитокины, выделяемые другими клетками (в первую очередь, Т-хелперами). Сами активированные В-лимфоциты также выделяют цитокины.
Благодаря этому механизму клональной селекции антитела могут накапливаться в достаточно высокой концентрации, чтобы эффективно бороться с инфекцией.
Подобный же механизм существует для селекции антигенспецифичных T-лимфоцитов.
Пролиферирующим клонам необходимо время для образования достаточного количества клеток. Вот почему проходит обычно несколько дней после контакта с антигеном, прежде чем в сыворотке крови обнаруживаются в достаточно высокой концентрации антитела. Поскольку эти антитела образовались в результате действия антигена, говорят о приобретенном иммунитете.
Интенсивность ответа растет, главным образом, за счет увеличения числа клеток, способных воспринимать антигенный стимул. При этом часть потомков исходного В-лимфоцита превращаются в долгоживущие В-клетки памяти, что и приводит к способности иммунной системы запоминать контакт с антигеном (возникает приобретенный специфический иммунитет против данного возбудителя).

## Генерация разнообразия антител
Понятно, что у нас не может быть такого огромного количества генов, синтезирующих необходимое количество антител каждой определенной специфичности. Как же тогда это происходит? Оказалось, что при созревании В-лимфоцитов происходит специфическая соматическая рекомбинация (V(D)J-рекомбинация), механизм которой открыл Судзуми Тонегава. Существуют и другие механизмы увеличения разнообразия антител - например, соматический гипермутагенез. 